# Maurice Mignon
Maurice Mignon (* 9. August 1882 in Prémery, Département Nièvre; † 3. September 1962 in Nizza) war ein französischer Romanist und Italianist.

## Leben und Werk
Mignon besuchte Schulen in Clamecy und Nevers. Er absolvierte die  École normale supérieure und bestand 1906 die Agrégation in Italienisch. Er lehrte italienische Literatur an den Universitäten Lyon (1908–1913) und Grenoble (ab 1921). Dazwischen leistete er Kriegsdienst und war Attaché an der französischen Botschaft in Rom. Ab 1923 lehrte er an der Universität Aix-en-Provence als Maître de conférences südeuropäische Literatur. Mignon war (unter dem Administrator Paul Valéry) bis zu seinem Tod der erste Direktor des 1933 in Nizza gegründeten Centre universitaire méditerranéen (CUM), aus dem 1965 die Universität Nizza hervorging. 1941 gründete er im CUM das l'Institut d'Etudes Littéraires.
Mignon besaß das Château de Pressures bei Clamecy.
Mignon war Offizier der Ehrenlegion und Ehrendoktor der Universität Padua.

## Schriften (Auswahl)

### Autorschaft
- Études de Littérature Italienne. Catherine de Sienne. Les lettres et les arts à Florence. La comédie italienne de la Renaissance. Carlo Goldoni. Musset et l’Italie. Giosuè Carducci. Giovanni Pascoli. Hachette, Paris 1912, (Digitalisat).
- Jules Renard. L’écrivain. L’auteur dramatique. L’apôtre (= Les Cahiers du Centre. 56/57, ISSN 2016-5838). Avec une préface de Tristan Bernard, une bibliographie, un supplément consacré à l’inauguration du monument de Jules Renard. Éditions des Cahiers du Centre, Moulins 1913.
- Marc Sauzay (Pseudonym): Spectacles dans un fauteuil. Notes de théâtre. Lettre-préface de Jean Richepin. Figuière, Paris 1913.
- Etudes sur le théâtre français et italien de la Renaissance (= Bibliothèque littéraire de la Renaissance. Série 2 = Nouvelle Série, Band 10, ZDB-ID 413360-2). Préface de Francesco Flamin. Champion, Paris 1923, (Nachdruck: Slatkine, Genf 1975).
- Les Affinités intellectuelles de l’Italie et de la France. La culture italienne en France. Léonard de Vinci. L’italianisme de Marguerite de Navarre. J.-J. Rousseau et l’Italie. La culture dantesque en France. Le génie latin. Un poète d’aujourd’hui: Giovanni Marradi. Hachette, Paris 1923
- Littérature italienne chrétienne (= Bibliothèque catholique des sciences religieuses. 27, ZDB-ID 434440-6). Bloud & Gay, Paris 1934.
- Études de littérature nivernaise. Tixier de Ravisy. Augustin Berthier. Adam Billaut. Cotignon de la Charnaye. Jules Renard. Ophrys, Gap 1946.

### Herausgeber- und Übersetzertätigkeit
- Herausgeber: Adam Billaut: Choix de poésies. Éditions des Cahiers du Centre, Moulins 1921.
- Herausgeber: Mélanges sur Dante. Éditions de la Nouvelle Revue d’Italie, Rom 1924, (2e édition. ebenda 1931).
- Herausgeber: Molière. 2e édition. Éditions de la Nouvelle Revue d’Italie, Rom 1924, (Auch: ebenda 1931).
- Herausgeber und Übersetzer: Aulu-Gelle: Les Nuits attiques. 3 Bände. Garnier, Paris 1934.
- Herausgeber und Übersetzer: Sénéque: Tragédies. 2 Bände. Garnier, Paris 1935–1937.